# Epiphragma retrorsum
Epiphragma retrorsum är en tvåvingeart som beskrevs av Alexander 1968. Epiphragma retrorsum ingår i släktet Epiphragma och familjen småharkrankar. Inga underarter finns listade i Catalogue of Life.